# ألديري
بلدية الدَّير أو (نقحرة: ألديري) (بالإسبانية: Aldeire) هي بلدية تقع في مقاطعة غرناطة التابعة لمنطقة أندلسية جنوب إسبانيا.

## الديموغرافيا
بلغ عدد سكان بلدية الدَّير 677 نسمة عام 2011 (وفقاً للمعهد الوطني الإسباني للإحصاء).
| 788 | 786 | 757 | 735 | 730 | 707 | 677 |